# مایکل اوپیتس
مایکل اوپیتس (انگلیسی: Michael Opitz؛ زادهٔ ۱۶ ژوئیهٔ ۱۹۶۲) بازیکن فوتبال اهل آلمان است.
از باشگاه‌هایی که در آن بازی کرده‌است می‌توان به باشگاه فوتبال شالکه ۰۴ و اشپورت فقاند زیگن اشاره کرد.
وی همچنین در تیم ملی فوتبال زیر ۲۱ سال آلمان بازی کرده‌است.